# INLPTA
INLPTA eller International NLP Trainers Association er en international NLP-Trainer og NLP-Coach-forening dedikeret til kvalitet, professionalisme og etik. Deres primære fokus er brugen af Neurolingvistisk Programmering i erhvervslivet.